# Qwerty

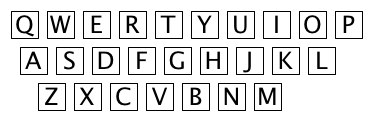
Bokstävernas placering på ett qwertytangentbord

Qwerty är den vanligaste tangentbordslayouten. Namnet står för de sex första bokstäverna på den översta raden av bokstäver i denna layout, från vänster räknat. Ett vanligt missförstånd är att qwertytangentbord bara hänvisar till fysiska tangentbord när det i själva verket är arrangemanget av och på knapparna som åsyftas. Denna bokstavskombination utgjorde det första e-postbrev som någonsin skickats.

## Olika språk
Den svenska och finska versionen är en kopia av den engelska, med ÅÄÖ tillagda till höger och en del specialtecken i andra positioner. Den danska och norska versionen är som den svenska fast med ÅÆØ, dock har Æ och Ø bytt plats på danska tangentbord. För tyska har man lagt till ÄÖÜ till höger och bytt plats på Y och Z för att passa språket bättre (Y är ovanligt, Z är vanligt) vilket resulterat i en variant som kallas QWERTZ, och på franska tangentbord har Q och W bytt plats med A respektive Z, vilket givit upphov till AZERTY-tangentbordet (som dessutom kräver användande av skiftlägestangenten för att man skall få fram siffror och, bland annat, punkt). Tangentbord för italienska och spanska har liknande variationer.
På äldre svenska skrivmaskiner låg alla tangenterna Å, Ä, Ö på nedersta raden till höger om M, men senare flyttades de till de lägen vi är vana vid i dag, till höger om P och L.
Qwertytangentbordet är anpassat till i främsta rummet engelska språkets bokstavsfrekvenser. För svenska skiljer sig bokstavsfrekvenserna inte så mycket från engelska språket, så ett qwertytangentbord passar något så när för svenska, men med rätt fingersättning blir vänster hand något överbelastad.
På skrivmaskiner hade man tillgång till bara en rätt begränsad uppsättning tecken och skrivmaskinen användes inte för de slutgiltiga versionerna av produkter med krav på god typografi (såsom böcker). Dessutom var det ovanligt att man på samma maskin behövde skriva texter på många olika språk.
Med moderna datorer finns det ett mycket större behov att kunna använda en mer komplett teckenuppsättning – bland annat genom fenomenet Desktop publishing – och det är vanligt att man kan få fram betydligt fler tecken än två per tangent. Ett exempel på utvecklingen är standarden för finländsk mångspråkig tangentbordsuppsättning.

## Historik

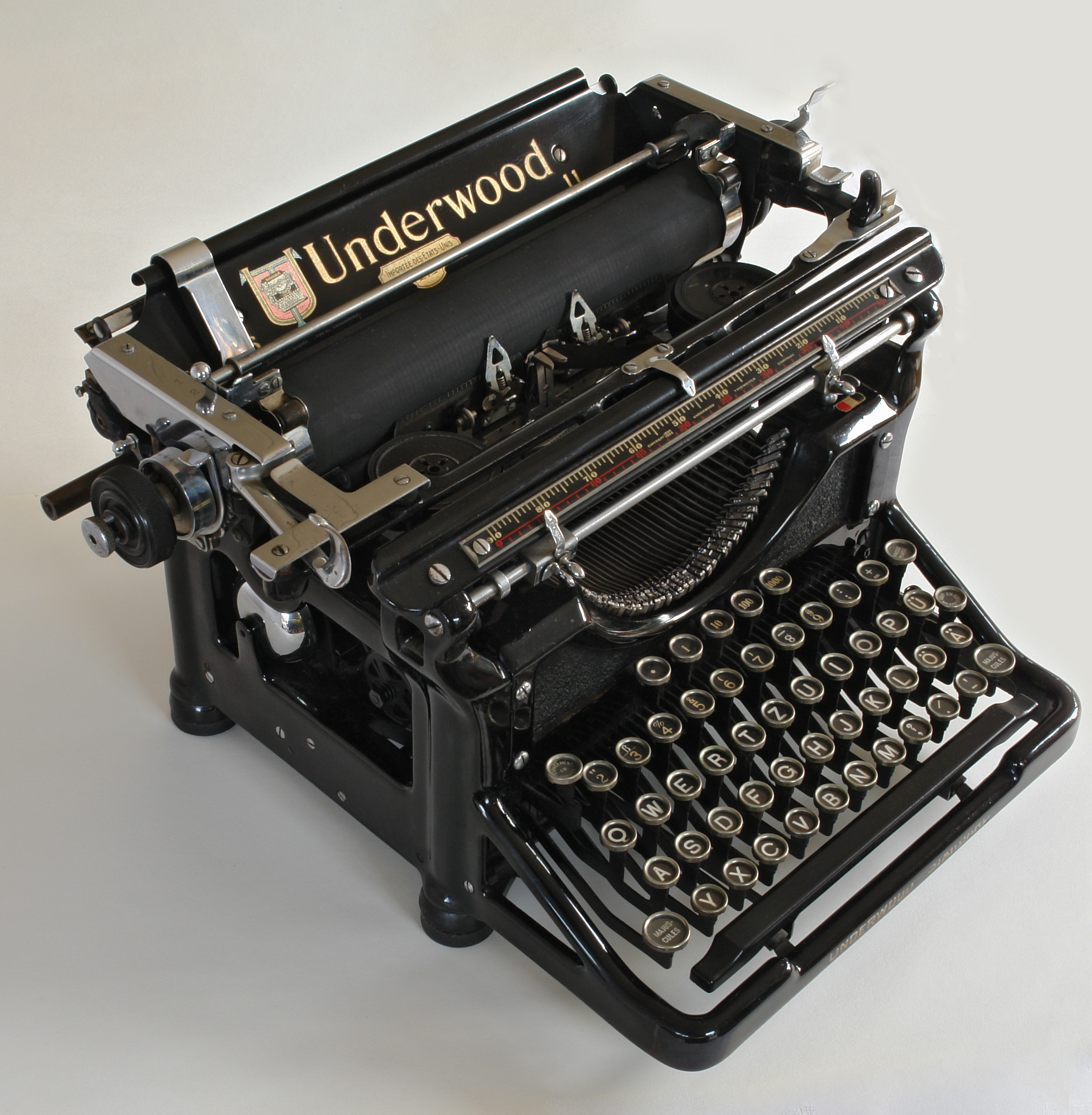
Typarmarna sitter i en båge

Tangentbordsuppsättningen uppkom under en tid när typarmar lätt trasslade ihop sig. Detta berodde på att den första mekaniska skrivmaskinen med tangentbord, typarmar, färgband och vals, konstruerad av C.L. Sholes (patenterad 1868, US 79868), hade typarmarna arrangerade i en cirkel under papperet. När en tangent trycktes ner slog en typarm upp från cirkeln och satte bläck på undersidan av papperet för att sedan falla tillbaka enbart med hjälp av gravitationen. Med en sådan konstruktion infinner sig ett problem om två intilliggande typarmar slår upp i snabb följd; de fastnar i varandra. Detta kan även hända på nyare maskiner där typarmarna ligger i en halvcirkel och far tillbaka med hjälp av en fjäder, vilket går fortare. Sholes löste detta genom att placera till exempel t och h, som är en vanlig bokstavskombination i engelsk skrift, så att typarmarna skulle vara på säkert avstånd från varandra. Eftersom typarmarna var ordnade i en cirkel så hamnade tangenter vars typarmar var långt från varandra ganska nära varandra. Tangentbordet som passade till det arrangemanget känner vi som qwertytangentbordet.
Vissa källor hävdar istället att syftet var att sänka slagfrekvensen så att typarmarna inte skulle fastna i varandra.
Skrivmaskiner fick ganska snabbt typarmarna ordnade på ett annat sätt än det som Sholes maskin använde, och datorer har inga typarmar alls. En del människor har tänkt på detta, vilket har lett till bland annat tangentbordslayouten dvorak. Dvorak har dock inte lyckats tilltala så många eftersom alla redan hade vant sig vid den äldre placeringen av tangenter när dvorak-layouten dök upp. Därför är qwerty fortfarande den allra vanligaste placeringsmodellen.
En annan förekommande uppfattning om tangenternas placering härstammar från att dåtidens kringfarande skrivmaskinsförsäljare enkelt skulle kunna demonstrera maskinen utan alltför mycket träning. Därför återfinns tangenterna "TYPEWRITER" alla i tangentbordets översta rad.